# Santiago Casares Quiroga
Santiago Casares Quiroga (Corunha, 23 de outubro de 1884 — Paris, 23 de dezembro de 1950) foi um político galeguista e advogado espanhol. Ocupou o lugar de presidente do governo de Espanha de em 1936.

## Carreira
Líder e fundador da Organización Republicana Gallega Autónoma (ORGA), participou no Pacto de São Sebastião (1930), em representação da Federación Republicana Gallega. Em Dezembro desse ano foi enviado a Jaca como delegado do comitê revolucionário republicano na clandestinidade, para evitar a sublevação que preparavam um grupo de militares republicanos. Não chegou a tempo, pelo qual a sublevação teve lugar, sem sucesso nenhum. Como consequência, foi encarcerado.
Com a chegada da república foi nomeado Ministro da Marinha no governo provisório e depois Ministro da Governação. Elegido deputado pelas Cortes Constituintes pela ORGA, continuou sendo Ministro da Governação durante o governo socialista-republicano presidido por Manuel Azaña. 
Elegido deputado novamente em 1933, e em 1934 (a ORGA passou a chamar-se Partido Republicano Gallego) une seu partido com o de Azaña e outras forças para criar a Izquierda Republicana, partido que se integraria na Frente Popular. Após as eleições de 1936 foi nomeado Ministro de Obras Públicas. Após Azaña aceder à presidência da República, Casares Quiroga foi nomeado Presidente do Governo e Ministro da Guerra. Como presidente, organizou o referendo sobre o Estatuto de Autonomia da Galiza de 1936 , o terceiro que se apresentava depois dos de Catalunha e do País Basco, o qual é aprovado a 28 de Junho do mesmo ano.
Seguia sendo presidente do governo quando ocorreu a sublevação militar de 18 de Julho de 1936, a qual ocasionaria a Guerra Civil Espanhola. Afirmou-se tradicionalmente que ele recusara entregar as armas às organizações de trabalhadores, pelo qual demitira e fora substituído por Diego Martínez Barrio de forma interina e por José Giral definitivamente. Porém, as memórias de Manuel Portela Valladares (inéditas até 1972) e as da sua filha María Casares, coincidem em afirmar o contrário: foi o presidente da República, Manuel Azaña, que cessou a Casares a 18 de Julho de 1936 porque este último queria entregar armas ao povo.
Não ocupou nenhum cargo mais durante a Guerra Civil, marchando a França antes da sua finalização. Morreu no exílio em 1950.